# Ludwik Sobolewski
Ludwik Leszek Sobolewski (n. 13 septembrie 1965) este un avocat polonez și Director General al Bursei de Valori București.

## Cariera profesională
Sobolewski a fost Președinte al Directoratului și CEO al Bursei de Valori din Varșovia în perioada 2006 – 2013. Pe durata mandatului său, Bursa din Varșovia a devenit leader al pieței de capital din Europa Centrală și de Est și s-a listat pe propria piață reglementată în 2010, după derularea cu succes a unui IPO. Ludwik Sobolewski a susținut dezvoltarea activității bursei de valori, prin atragerea de companii în vederea listării, prin creșterea numărului de participanți străini la sistemul de tranzacționare al Bursei din Varșovia, și prin promovarea serviciilor și produselor bursei. El a jucat de asemenea un rol activ în crearea infrastructurii pieței de capital, prin NewConnect, o piață inovatoare pentru companii mici și mijlocii nou-înființate și aflate într-un stadiu incipient de dezvoltare, prin piața Catalyst, prima piață organizată din Polonia destinată tranzacționării obligațiunilor corporative și municipale, prin achiziția BondSpot SA și a Bursei Poloneze de Energie.
Anterior Bursei de Valori din Varșovia, Sobolewski a petrecut câțiva ani ca vice-președinte al Depozitarului Central din Polonia (și al Casei de Compensare). De asemenea, a fost președinte al multor consilii de supraveghere la următoarele companii: PAK, IDEA TFI, Depozitarul Național din Polonia, Bursa Poloneză de Energie, BondSpot SA, Exchange Center SA, WSE InfoEngine SA, National Board for Research and Development, Fundația “Poland Now”.

## Educație și titluri
Ludwik Sobolewski este licențiat în drept, absolvind în 1989 Facultatea de Drept și Știinte Administrative ale Universitatea Jagiellonă din Cracovia. Deține titlul de doctor în drept, acordat de către Universitatea Panthéon – Assas (Paris II). Este consilier juridic și, în aceasta calitate, este membru al Colegiului Consilierilor Juridici. 
Între 2006 și 2010, Ludwik Sobolewski a fost Președinte al Asociației Avocaților din Polonia.
A fost decorat de două ori de către președinții Poloniei cu una din cele mai înalte distincții, Ordinul Polonia Restituta, oferit pentru meritele sale în dezvoltarea pieței de capital din Polonia.